# Kazimierz Sobczak

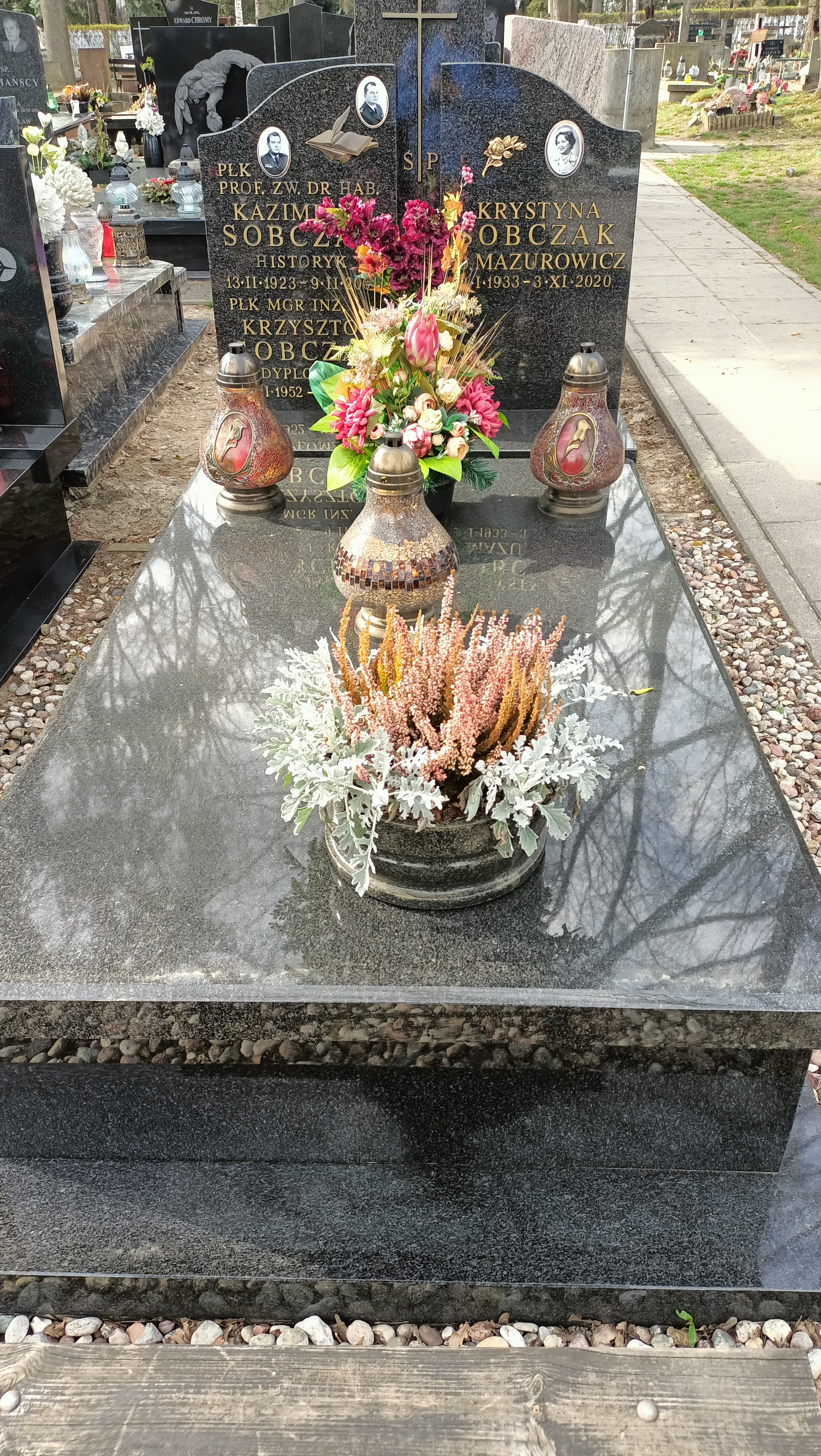
Grób Kazimierza Sobczaka na cmentarzu wojskowym na Powązkach

Kazimierz Sobczak (ur. 13 lutego 1923 w Winnej Górze, zm. 9 lutego 2004) – polski historyk wojskowości i dziejów najnowszych, profesor nauk humanistycznych, pułkownik ludowego Wojska Polskiego.

## Życiorys
Od 1945 w Ludowym Wojsku Polskim. W latach 1945–1947 służył w Marynarce Wojennej jako sternik. W 1949 ukończył Szkołę Oficerów Polityczno-Wychowawczych. Pracował jako wykładowca w Oficerskiej Szkole Broni Pancernej (do 1951). Absolwent Wojskowej Akademii Politycznej (1959). Wykładowca Wojskowej Akademii Politycznej od 1954, kierownik cyklu historii wojskowości (1955–1957), zastępca szefa Katedry Historii Wojskowości (1960–1968). Doktorat w 1961 pod kierunkiem Stanisława Herbsta, habilitacja w 1967, profesor nadzwyczajny w 1972, profesor zwyczajny w 1982.
W latach 1968–1970 prodziekan, a następnie w latach 1970–1977 dziekan/komendant Wydziału Historyczno-Politycznego Wojskowej Akademii Politycznej im. Feliksa Dzierżyńskiego. W latach 1977–1981 dziekan/komendant Wydziału Nauk Politycznych WAP. Był również członkiem Rady Naukowej WAP. W latach 1981–1990 komendant i profesor Wojskowego Instytutu Historycznego im. Wandy Wasilewskiej.
Członek Rady Naukowej Wojskowego Instytutu Historycznego. Wieloletni członek kolegiów redakcyjnych periodyków: „Z Pola Walki”, „Wojskowego Przeglądu Historycznego”, „Wiadomości Historycznych”, „Miesięcznika Literackiego”. Przewodniczący Kolegium Redakcyjnego Encyklopedii II wojny światowej (1970–1975), członek Komitetu Redakcyjnego redagowanego przez 10 lat polskiego wydania 12-tomowej radzieckiej "Historii II wojny światowej 1939-1945". Przewodniczący Komitetu Redakcyjnego Encyklopedii Miejsc Pamięci Narodowej (1986). Członek Komitetu Nauk Historycznych Polskiej Akademii Nauk (od 1970). Członek Polsko-Radzieckiej Komisji Historycznej Komitetu Nauk Historycznych PAN. Członek rad naukowych: Instytutu Historii PAN (1970–1984), Instytutu Krajów Socjalistycznych PAN, Polskiego Instytutu Spraw Międzynarodowych, Instytutu Historii Ruchu Robotniczego przy KC PZPR, Akademii Nauk Społecznych przy KC PZPR. W październiku 1981 powołany przez Plenum Komitetu Centralnego PZPR w skład Zespołu dla przygotowania naukowej syntezy dziejów polskiego ruchu robotniczego. Od czerwca 1985 był członkiem Komitetu Redakcyjnego dla opracowania "Pism zebranych" Władysława Gomułki.
Członek polsko-radzieckiej Komisji ds. Współpracy w dziedzinie Nauk Społecznych PAN oraz Akademii Nauk ZSRR, członek Międzynarodowego Komitetu Redakcyjnego Akademii Nauk krajów RWPG ds. przygotowania tematu Geneza II wojny światowej. Dokumenty i komentarze. Przewodniczący redakcji polskiej tegoż wydawnictwa (od 1986). Członek Rady Ochrony Pamięci Walk i Męczeństwa (1988–1990). Członek Ogólnopolskiego Komitetu Grunwaldzkiego (1986–1989). W 1989 wchodził w skład Obywatelskiego Komitetu ds. Rewaloryzacji Grobu Nieznanego Żołnierza w Warszawie, któremu przewodniczył gen. bryg. pil. Stanisław Skalski.
Służbę wojskową zakończył w 1990 r.
Członek Polskiego Towarzystwa Historycznego (od 1960), Stowarzyszenia Archiwistów Polskich (od 1984), Międzynarodowej Komisji Historii Wojskowości (od 1984 przewodniczący Polskiej Komisji). Członek PPR (1945–1948) oraz PZPR (1948–1990). Członek Zespołu Historyków przy KC PZPR (od 1970 r.).
Autor ok. 350 prac bibliograficznych z zakresu historii wojskowości, w szczególności walk LWP w latach 1943–1945.
Na emeryturze był nauczycielem akademickim w Prywatnej Wyższej Szkole Nauk Społecznych, Komputerowych i Medycznych w Warszawie, a także w Szkole Wyższej im. Pawła Włodkowica w Płocku.
Od 1951 mieszkał w Warszawie. Był żonaty z Krystyną Sobczak z domu Mazurowicz (1933-2020). Pochowany na cmentarzu Powązki Wojskowe w Warszawie (kwatera EII-4-1).

## Nagrody i odznaczenia
- nagrody resortowe MON III stopnia (1965, 1967)
- nagrody resortowe MON I stopnia (1973, 1977, 1978, 1979, 1980, 1983, 1985)
- Złote Pióro – nagroda „Żołnierza Wolności” (1976 - z zakresu historii i tradycji ludowego WP[9], 1978, 1983 - w dziedzinie popularyzacji historii i tradycji ludowego WP[10])
- dwukrotnie nagroda im. Ludwika Waryńskiego (w 1983 za pracę "Lenino - Warszawa - Berlin"[11] oraz w 1985 - za pracę "Wyzwolenie północnych i zachodnich ziem polskich w roku 1945" (Wydawnictwo Poznańskie, wyd II)[12])
- nagroda im. Wandy Wasilewskiej (1986)
- Krzyż Komandorski Orderu Odrodzenia Polski (1983)[13]
- Krzyż Oficerski Orderu Odrodzenia Polski
- Krzyż Kawalerski Orderu Odrodzenia Polski
- Złoty Krzyż Zasługi
- Srebrny Krzyż Zasługi[2]
- Złoty Medal „Siły Zbrojne w Służbie Ojczyzny”
- Srebrny Medal „Siły Zbrojne w Służbie Ojczyzny”
- Brązowy Medal „Siły Zbrojne w Służbie Ojczyzny”
- Złoty Medal „Za zasługi dla obronności kraju”
- Medal 30-lecia Polski Ludowej
- Medal 40-lecia Polski Ludowej
- Medal Komisji Edukacji Narodowej
- Odznaka tytułu Zasłużony Nauczyciel PRL
- Odznaka honorowa „Za zasługi dla oświaty”

## Wybrane publikacje
- Rola Feliksa Dzierżyńskiego w dziejach polskiego i rosyjskiego ruchu robotniczego, [w:] Sześćdziesiąt lat Wielkiego Października. Materiały z ogólnowojskowej konferencji naukowej poświęconej rocznicy Wielkiej Rewolucji Październikowej, Warszawa, Wojskowa Akademia Polityczna, 1978